# Rechts Abbiegen für Radfahrer frei

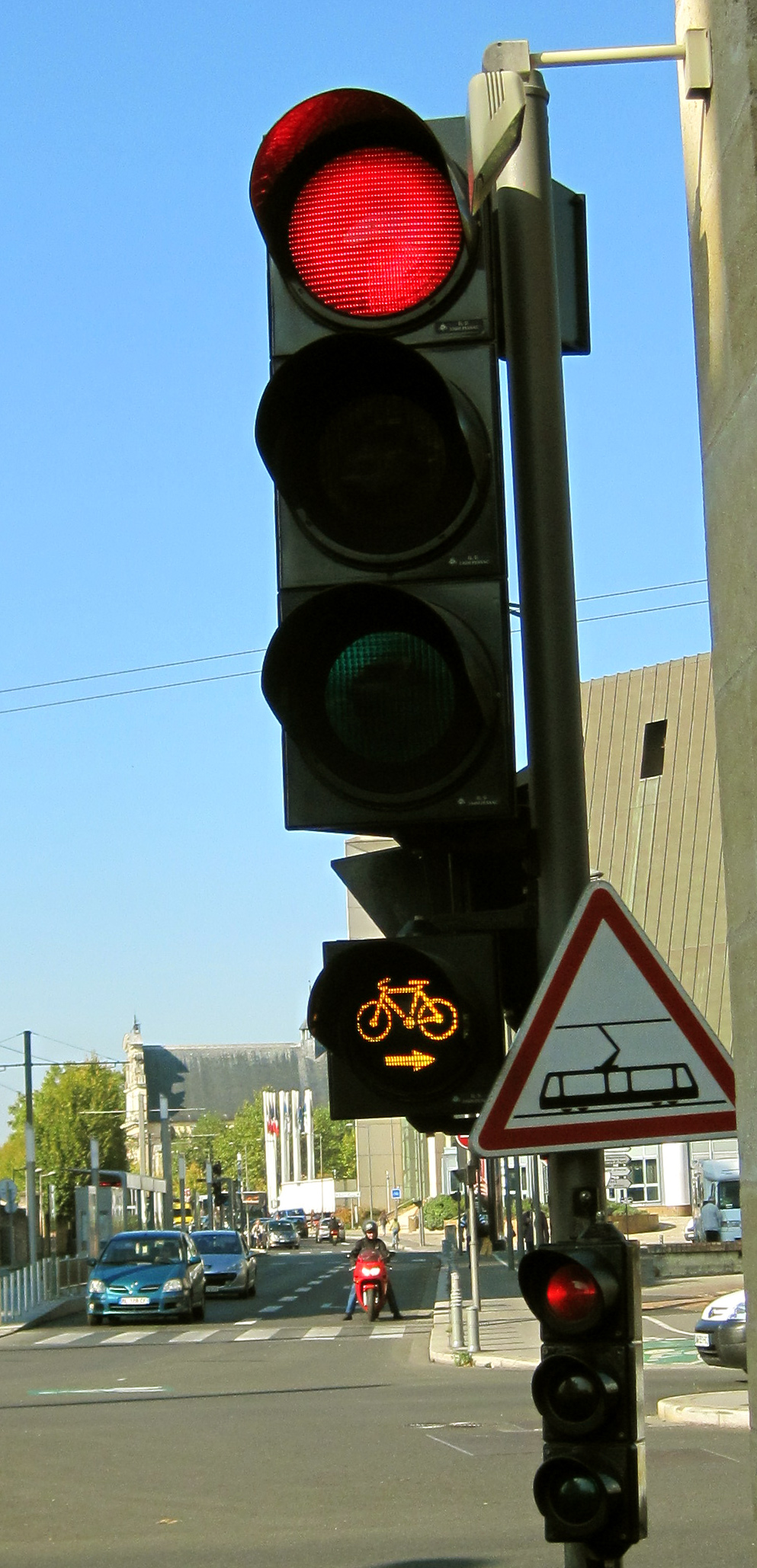
Verkehrsampel mit Zusatzleuchtzeichen „Rechtsabbiegen für Radfahrer frei“ in Bordeaux

Rechts Abbiegen für Radfahrer frei ist ein Verkehrsschild oder Lichtzeichen und bezeichnet in einigen Ländern die Erlaubnis für Radfahrer, auch dann rechts abzubiegen, wenn die Verkehrsampel rot zeigt.

## Hintergrund
In Ländern mit Rechtsfahrgebot werden Radfahrstreifen in der Regel am rechten Fahrbahnrand angelegt. Radfahrer mit dem Wunsch, rechts abzubiegen, befinden sich damit in der Regel rechts der allgemeinen Fahrstreifen. Beim Abbiegen kreuzen sie damit ausschließlich Fußgängerströme. Dem parallel zur Fahrtrichtung passierenden Fußverkehr hat der Radfahrer damit Vortritt zu gewähren. Kraftfahrzeugströme werden aber nicht tangiert, wenn zwischen der Radfahrstreifen und dem Fahrstreifen des Kraftverkehrs ausreichend Abstand vorhanden ist. Wenn der Radfahrer die Verkehrsampel in der Rotphase passiert, kreuzt er den im rechten Winkel passierenden Fußverkehr statt des parallelen. Es gibt dabei unter Umständen nicht mehr Konflikte als beim Regelfall (Abbiegen bei Grün).
In Deutschland ist das Rechtsabbiegen bei Rot Radfahrern grundsätzlich dann erlaubt, wenn sie sich dabei ganz auf Radwegen bewegen, diese rechts an den Kfz-Ampeln vorbeiführen und eine etwaige Fahrradampel bzw. deren Haltlinie sich erst jenseits der Abbiegekurve befindet; einander kreuzende Fuß- und Radverkehre gelten als bedingt verträglich.
In den Niederlanden, wo fast alle großen und mittleren Straßen Radwege haben, ist dieses Abbiegen grundsätzlich auch auf einem Radweg verboten. In Frankreich gab es bis vor Kurzem nur sehr wenige Radwege. Die Gesetzgeber in den Niederlanden und in Frankreich haben deshalb entschieden, dass die Kommunen den Radfahrern das Rechtsabbiegen auch bei rotem Verkehrslicht erlauben dürfen. 2012 wurde diese Möglichkeit versuchsweise auch in Brüssel eingeführt.

## Situation nach Ländern

### Belgien
Nach einer kurzen und erfolgreichen Pilotphase in Brüssel wurde in Belgien am 25. September 2012 offiziell die französische Regelung übernommen, mit denselben Schildern, die in Belgien als Panneaux B22 und B23 bezeichnet werden.

### Deutschland

Deutsches Grünpfeilschild für den Radverkehr (Zeichen 721)

Im Jahr 2020 wurde in Deutschland das Zeichen 721 mit der Bedeutung „Grünpfeilschild mit Beschränkung auf den Radverkehr“ eingeführt. Das Schild entbindet, analog zum Grünpfeil, nicht von der Pflicht, bei Rot zunächst anzuhalten. Eine Behinderung oder Gefährdung des Fußgänger- und Fahrzeugverkehrs muss ausgeschlossen werden. Die Allgemeine Verwaltungsvorschrift zur Straßenverkehrs-Ordnung nennt Bedingungen und zahlreiche Ausschlüsse, an welchen Stellen der Rad-Grünpfeil angeordnet werden kann.

#### Geschichte
Im Mai 2014 bildete in Göttingen die Oberbürgermeisterkandidatin der Piratenpartei, Katharina Simon, auf Wahlkampfplakaten rote Ampeln mit modifizierten Grünpfeilen für Radfahrer und Fußgänger ab. Es wurde angeregt, neue Verkehrsschilder in Göttingen zu testen und bundesweit einzuführen. Neben beschilderten Freigaben für nächtliche Kernstunden schlug Simon für den Radverkehr auch eine Freigabe für das Rechtsabbiegen vor.
Im April 2015 beantragte die SPD-Fraktion im Stadtrat von München, die Stadt solle sich im Deutschen Städtetag und im Bundesministerium für Verkehr und digitale Infrastruktur dafür einsetzen, dass der Grünpfeil (StVO Zeichen 720) entsprechend dem Pilotprojekt in Basel speziell für Radfahrer eingeführt werde.
Im Juni 2015 tauchten in Osnabrück Aufkleber an Ampeln auf, die einen Grünpfeil für Fahrräder zeigten, von Unbekannten angebracht worden waren und von der Polizei aus Gründen der Verkehrssicherheit wieder entfernt wurden.

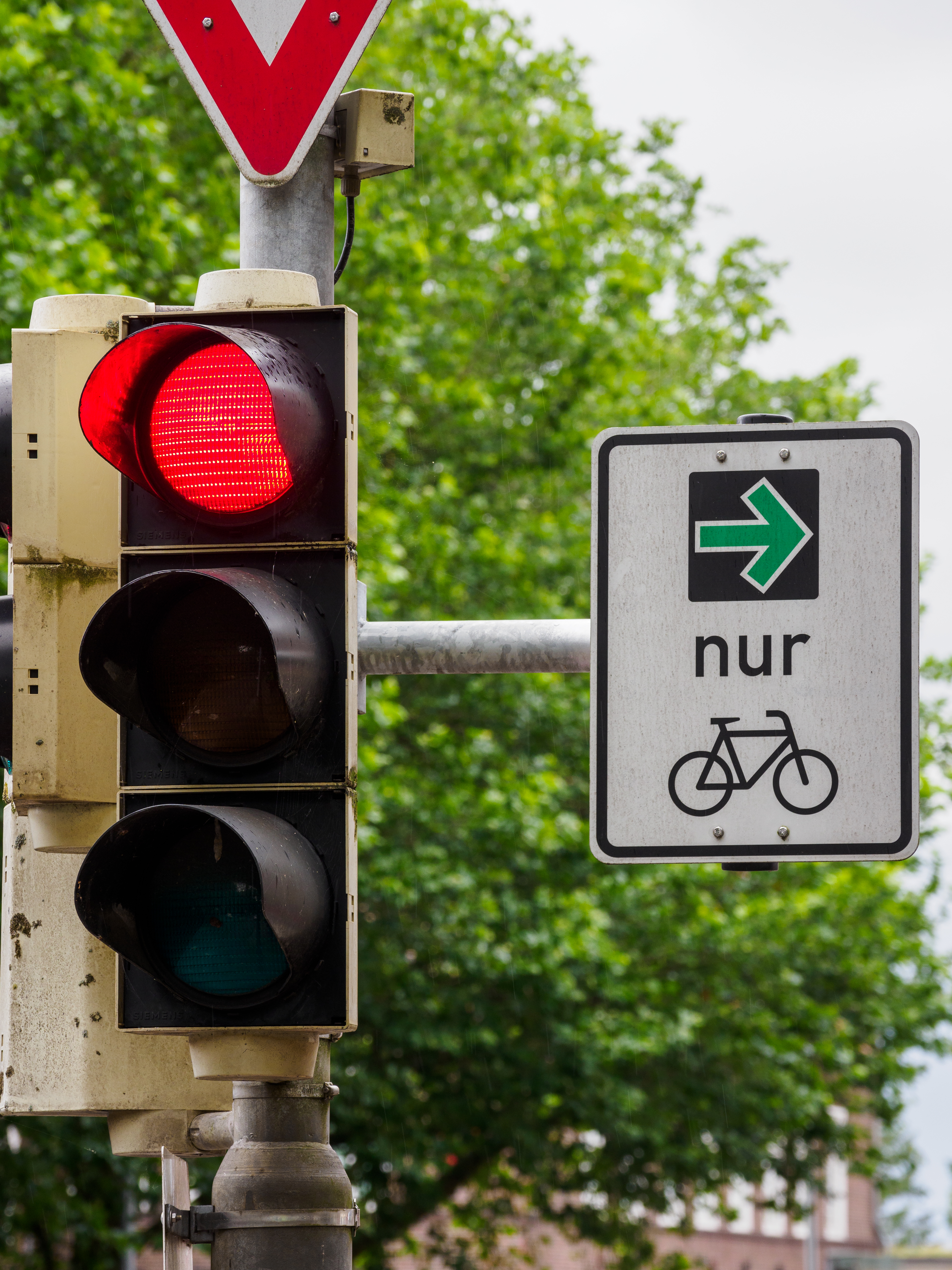
Grüner Pfeil für Radfahrer in Emden

Im Juli 2015 stellte die Fraktion Bündnis 90/Die Grünen im Berliner Bezirk Charlottenburg-Wilmersdorf einen Antrag, der daraufhin in den bezirklichen Ausschuss für Wirtschaft, Ordnung und Verkehr überwiesen wurde. Das Bezirksamt solle sich beim Senat von Berlin für die Schaffung einer entsprechenden Möglichkeit für Radfahrende einsetzen, „analog dem grünen Pfeil“.
Am 25. September 2015 wurde ein an den Münchner SPD-Antrag eng angelehnter und von der Fraktion der Piraten eingebrachter Antrag im Stadtrat von Göttingen mehrheitlich abgelehnt. Vier Tage später wurde in München nach einer positiven Stellungnahme der Verwaltung der SPD-Antrag befürwortet und die Stadt damit beauftragt, im Städtetag, die entsprechenden Maßnahmen einzuleiten. Die Anträge von München und Göttingen wurden Ende September als Grundlage für eine Anfrage der Piraten-Fraktion an die Verwaltung in Köln verwendet. Am 27. Oktober 2015 wurde daraufhin ein von sieben Fraktionen eingebrachter Antrag im Kölner Verkehrsausschuss einstimmig beschlossen, ein Pilotprojekt in die Wege zu leiten.
Weitere Anläufe unternahmen Ratspolitiker aus unterschiedlichen Parteien in verschiedenen Städten, zwischen September 2015 und Juli 2017:
- SPD und Grüne in Dortmund im September 2015,[15]
- Linke in Hamburg im November 2015[16] und in Hameln im Februar 2016,[17]
- CDU in Wiesbaden im November 2016,[18]
- SPD und Grüne in Düsseldorf im April 2017,[19]
- SPD in Nürnberg im Juni 2017,[20] sowie
- die Grün-Alternative Liste in Bamberg im Juli 2017.[21]

Am 8. Dezember 2016 beschloss die neue Landesregierung aus SPD, Linken und Grünen in Berlin eine Koalitionsvereinbarung, die ein Pilotprojekt zum Rechtsabbiegen bei Rot wie folgt beschreibt:

„Die Koalition wird in der zweiten Hälfte der Legislaturperiode für einen Zeitraum von zwei Jahren ein Pilotprojekt ‚Grüner Pfeil für Radfahrer*innen‘ durchführen. In einem klar abgegrenzten, nicht hoch verdichteten Stadtbereich werden Ampelkreuzungen speziell ausgeschildert, um Radfahrer*innen das Abbiegen nach rechts oder das Geradeausfahren an T-Kreuzungen zu ermöglichen. Die Verkehrssituation muss dies trotz Rotampel erlauben.“

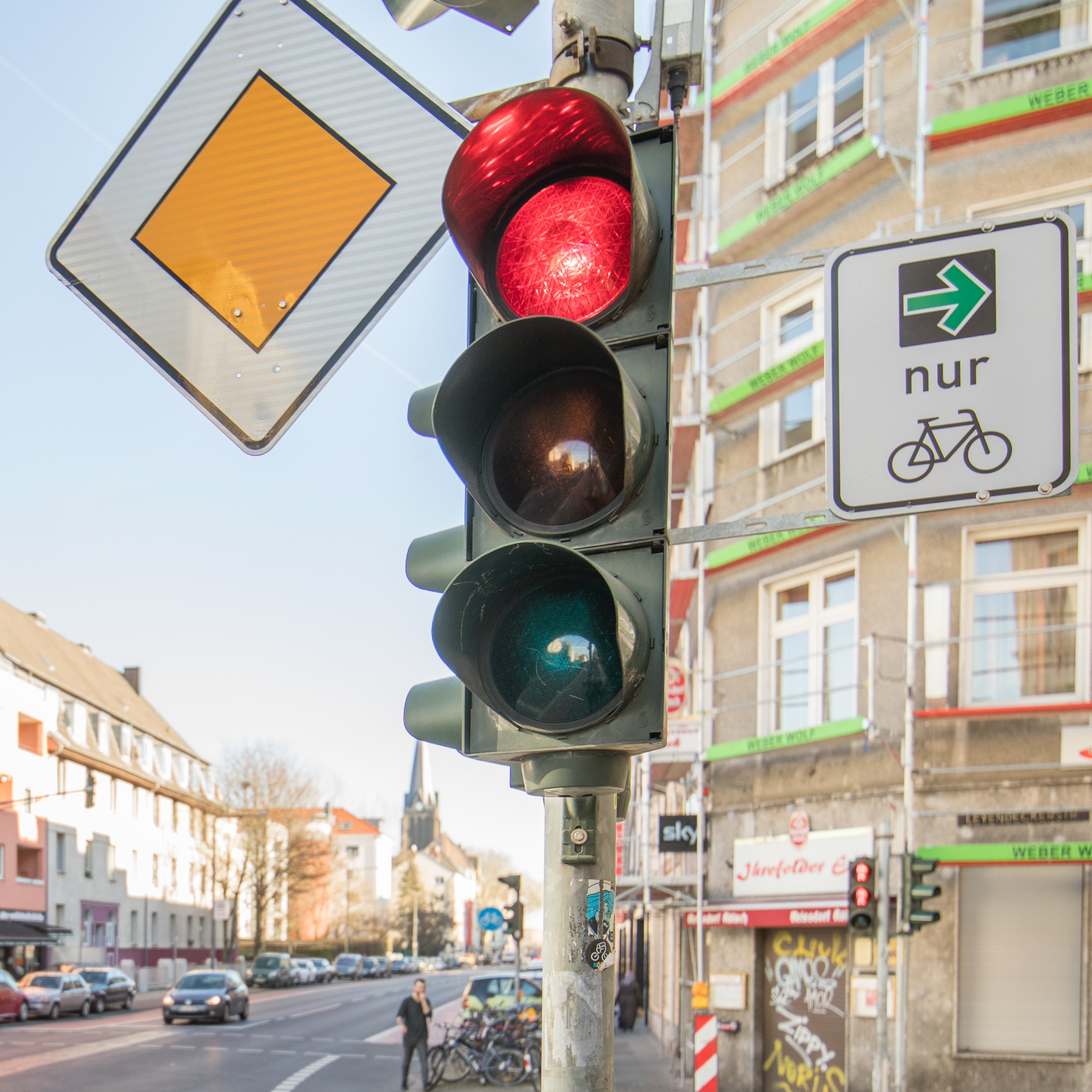
Grünpfeil nur für Radfahrer in Köln, 2019

Das Bundesverkehrsministerium prüfte 2019, ob das Rechtsabbiegen an roten Ampeln durch ein neu einzuführendes Verkehrszeichen erlaubt werden soll. Dazu fand ein einjähriger Pilotversuch an insgesamt 40 signalisierten Kreuzungen in den Städten Bamberg, Darmstadt, Düsseldorf, Köln, Leipzig, München, Münster, Reutlingen und Stuttgart statt. Außerdem hat Berlin, das bei der Bewerbung um die Teilnahme an dem Pilotversuch unterlegen war, am 5. April 2019 offiziell erklärt, mit fünf Kreuzungen auf eigene Kosten an dem Versuch teilzunehmen. Dafür wurde das bestehende Verkehrszeichen 720 „Grünpfeil“ mit dem Zusatz „nur Radverkehr“ kombiniert.
Das Bundesverkehrsministerium nahm den Grünpfeil für den Radverkehr in die Novelle der StVO im Jahr 2020 auf. Der Bundesrat stimmte der Änderung am 14. Februar 2020 zu, so dass die Regelung am 28. April in Kraft trat. Der Lobbyverband Fuss e.V. kritisierte, durch die Neuerung werde der Fußverkehr unnötig gefährdet.

### Frankreich
In Frankreich wird die Regelung als »Tourne à droite cycliste« bezeichnet. Nach zweijähriger Pilotphase in den Städten Bordeaux, Nantes und Straßburg wurde die neue Regelung am 12. Januar 2012 offiziell. Seither können französische Kommunen blinkende Verkehrslichter (siehe Abbildung) anbringen oder ein Verkehrszeichen anordnen, das ein gelbes Fahrrad auf einem Vorfahrt-gewähren-Schild zeigt. Die französische Rechtslage erlaubt auch das Geradeausfahren bei Rot, wenn ein entsprechendes Verkehrszeichen angeordnet ist. Diese Regelung wird hauptsächlich bei T-Kreuzungen an der kreuzungsfreien Seite Anwendung finden, wo Radfahrer nur Fußgängerüberwege queren.
Im Pariser »Plan Vélo« (Radverkehrsstrategie) ist vorgesehen, dass in den Pariser Quartieren, d. h. im Nebenstraßennetz, die angesprochenen Regelungen zum Standard werden sollen.

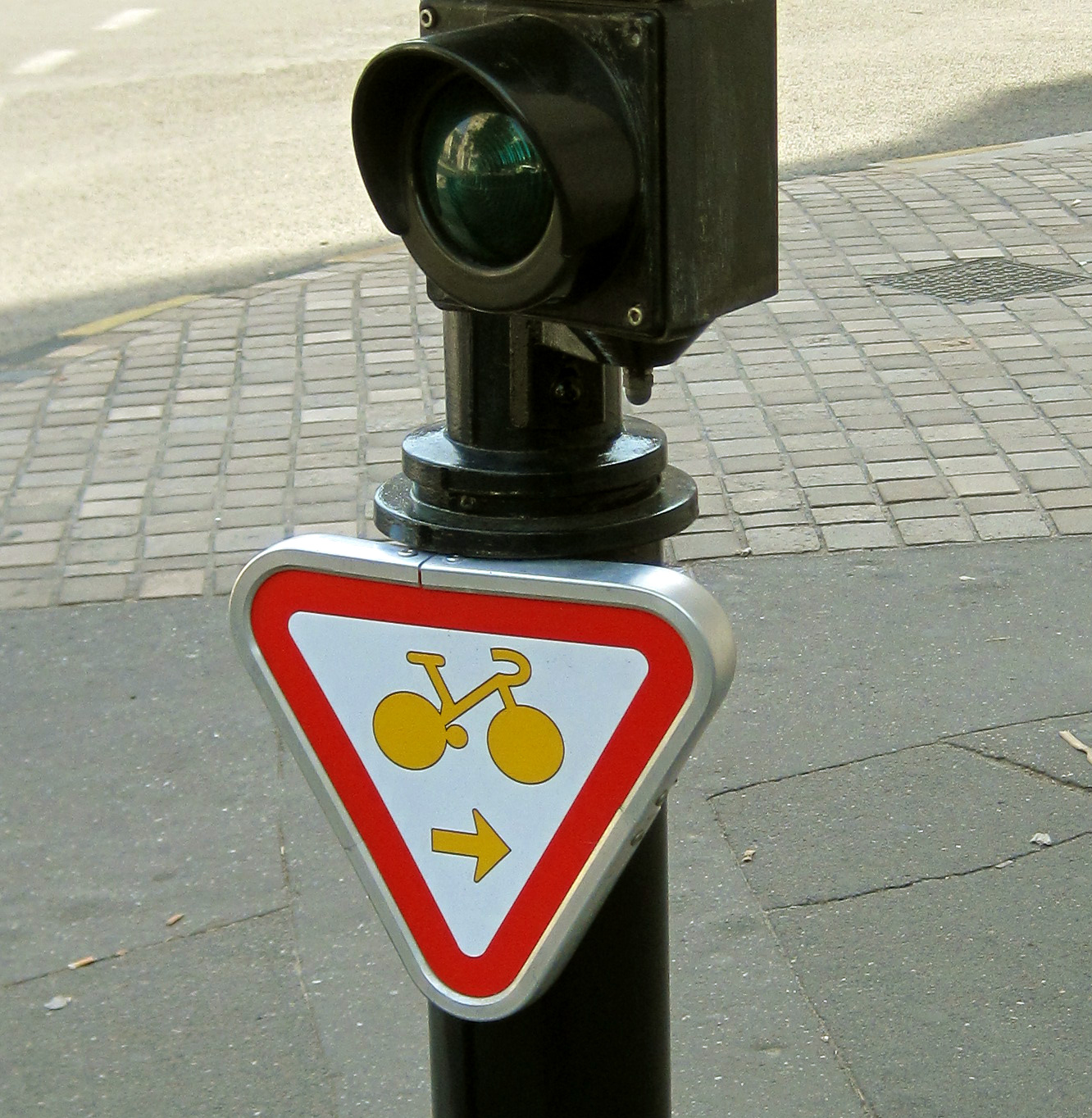
Verkehrszeichen M12a »Rechtsabbiegen bei rot« frei in Bordeaux
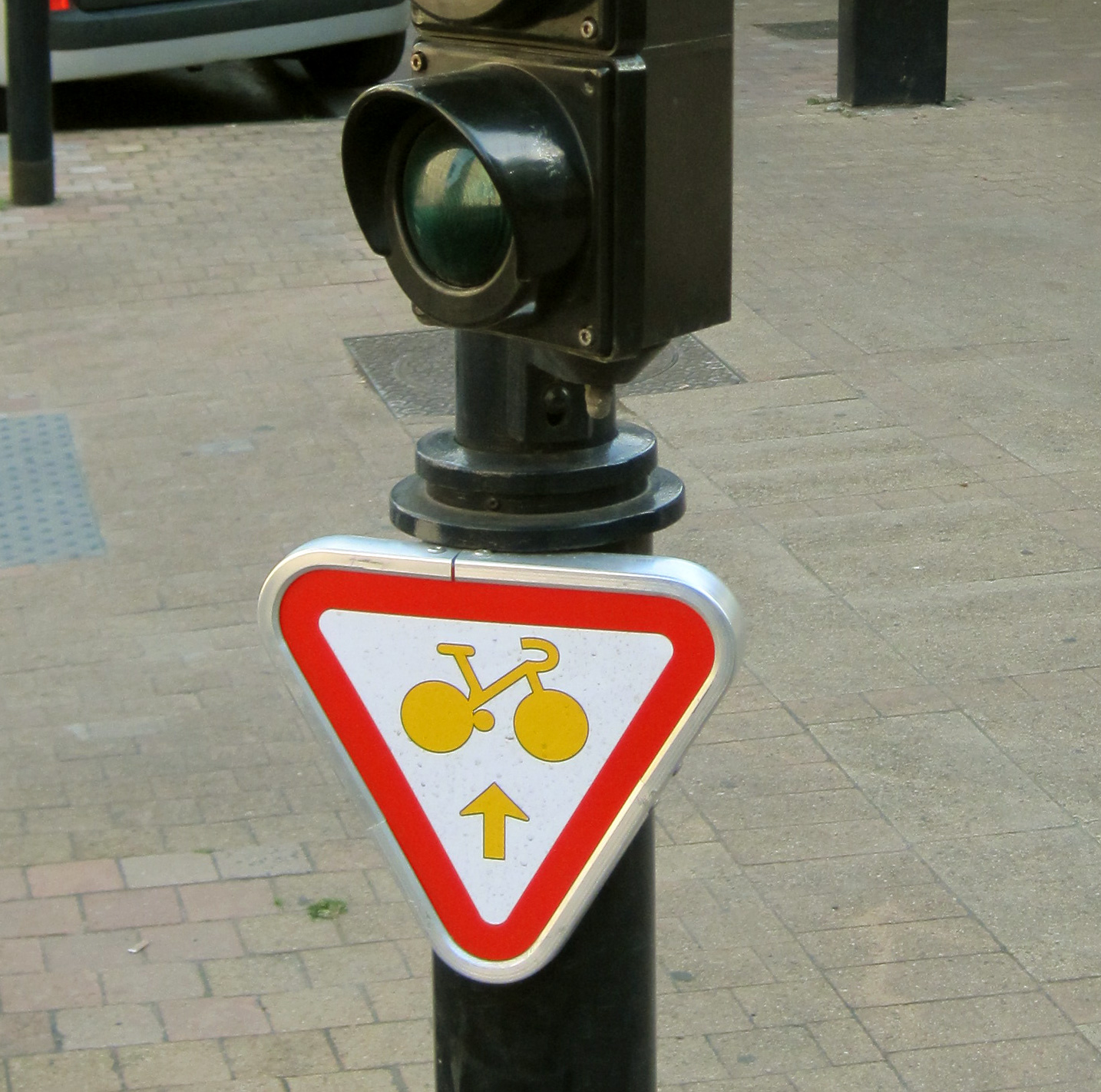
Verkehrszeichen M12b »Geradeaus bei rot« frei in Bordeaux

### Niederlande
In den Niederlanden heißt die Regelung »rechtsaf voor fietsers vrij« (rechts abbiegen für Radfahrer frei) und wurde 1990 mit der Novellierung des niederländischen Verkehrsgesetzes in § 3 Art. 68 Satz 5 Wegenverkeerswet festgeschrieben. Die Kommunen können seither Schilder oder Lichtzeichen mit weißer Aufschrift auf blauem Grund aufstellen.

### Schweiz

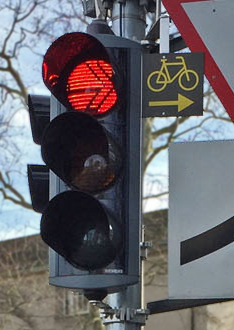
Beschilderung »Rechtsabbiegen für Radfahrer frei« in Basel als Teil des Pilotversuchs »velofreundliche Lichtsignalanlagen«

Mitte Juni 2013 startete in Basel der Pilotversuch »Velofreundliche Lichtsignalanlagen«, bei dem unter anderem das Rechtsabbiegen bei Rot untersucht werden sollte. An den entsprechenden Verkehrsampeln zeigt ein kleines quadratisches Schild mit einem gelben Fahrradsignet auf schwarzem Grund und einem Rechtspfeil darunter Radfahrern, dass sie bei Rot abbiegen dürfen. Die Radfahrer brauchen dazu vor dem Abbiegen nicht anhalten (keine Stoppschild-Regelung), müssen aber Fußgängern Vortritt gewähren. Um dies zu vermitteln, wird im beschriebenen Verkehrsschild als Signalfarbe gelb statt grün verwendet (im Gegensatz zur deutschen Grünpfeil-Regelung).
Anfang 2015 hat das Basler Amt für Mobilität aufgrund des Erfolgs in der Pilotphase beim Bundesamt für Strassen (ASTRA) beantragt, den Pilotversuch auszudehnen. Nachdem das ASTRA dafür grünes Licht erteilt hat, wurde der Pilotversuch um acht auf 12 Kreuzungen erweitert und bis Dezember 2016 fortgeführt. Gleichzeitig beantragte das Bau- und Verkehrsdepartement des Kantons Basel-Stadt beim Bund eine Änderung des Schweizerischen Straßenverkehrsgesetzes, die es den Kantonen ermöglichen soll, das Rechtsabbiegen bei Rot für Radfahrer einzuführen.
Die Ergebnisse des Verkehrsversuchs sollen im April veröffentlicht werden. Im gesamten Untersuchungszeitraum wurden keine Unfälle zwischen Radfahrern und Fußgängern bekannt. Die Zwischenergebnisse deuten an, dass mehr geradeausfahrende Radfahrer bei Rot warten, anstatt regelwidrig die Querstraße zu überqueren, als ohne zulässiges Rechtsabbiegen bei Rot.
Ab Anfang 2021 ist die Signalisierung mit dem gelben Velo in die Schweizer Verkehrsregeln aufgenommen. Rad- und Mofafahrende dürfen an Ampeln bei Rot rechts abbiegen, falls dies mit einer Tafel mit einem gelben Velo und einem Pfeil signalisiert wird. Dabei muss auf Fußgänger sowie den Querverkehr geachtet werden, weil diese nach wie vor Vortritt haben.